# Hrtanová chrupavka

Hrtan včetně některých hrtanových chrupavek

Hrtanové chrupavky (cartilagines laryngi) je společné označení chrupavek, které obklopují a chrání hrtan. Jejich embryonální původ zpravidla spočívá v původních žaberních obloucích. U člověka je těchto chrupavek devět:
- příklopková chrupavka (1) – cartilago epiglottica
- štítná chrupavka (1) – cartilago thyroidea
- prstencová chrupavka (1) – cartilago cricoidea
- hlasivková chrupavka (2) – cartilago arytenoidea
- cartilago corniculata (2)
- cartilago cuneiformis (2)

Některé z nich jsou hyalinní, jiné elastické.